# Pollenbering
Het kasteel Pollenbering of De Poll stond in het Nederlandse dorp Bemmel, provincie Gelderland. 

## Naamgeving
De naam Pollenbering is een samentrekking van De Poll en Benyngen of Beringen. Het woord 'pol' verwijst naar de kunstmatig opgeworpen heuvel (een motte) waarop het kasteel was gebouwd. De landerijen werden aangeduid met 'Benyngen'; mogelijk was deze naam afkomstig van het geslacht Van Beuningen, dat in dit gebied verschillende bezittingen had.

## Geschiedenis
De oudste vermelding dateert uit 1412 als Otto van Bylandt het goed Benyngen in leen ontvangt. Op dat moment was het leen nog verbonden aan Cuijk. Het kasteel zal vermoedelijk rond deze tijd zijn gebouwd.
Het geslacht Bronckhorst deed in 1492 zijn intrede met Johan van Bronckhorst als eerste eigenaar. De eeuwen hierna bleef deze familie in bezit van het kasteel Pollenbering, waardoor het kasteel op kaarten ook wel als Bronckhorst werd aangeduid. Een van de familieleden was Cornelis van Bronckhorst, ambtman van de Overbetuwe, die in 1665 het kasteel als Zutphens leen ontving. In de voorgevel van de kasteeltoren was het alliantiewapen van Cornelis en zijn vrouw Agnes van Aeswijn aangebracht, met het jaartal 1641: dit verwijst waarschijnlijk naar de herbouw die rond die tijd werd gerealiseerd. Na Cornelis en Agnes kwam de Pollenbering in 1671 in handen van hun zoon Eustatius. In 1724 erfde Heilwig van Bronckhorst het kasteel, waarna het landgoed vervolgens werd opgedeeld in 16 kleinere stukken land.
In 1725 werd de Pollenbering verkocht aan Adriaan van Lynden, de ambtman van het Rijk van Nijmegen. Mogelijk via vererving kwam het kasteel in 1739 terecht bij Otto Derk van Randwijck. De laatst bekende belening dateert uit 1784, toen Carolina Diana Bigot, echtgenote van Steven Walraven van Randwijk, met het kasteel werd beleend.
Rond 1805 werd de Pollenbering geteisterd door brand. Hierna is het kasteel afgebroken, maar op de voorhof bleef nog enige bebouwing staan. Er werd ook nog een nieuw huis gebouwd dat de naam De Poll kreeg. In 1864 kocht het rooms-katholieke kerkbestuur het landgoed en richtte het huis in als pastorie naast de in 1873 gereedgekomen Donatuskerk. Uiteindelijk is de pastorie in 1962 verlaten en afgebroken.
In 2003 en 2004 zijn bij archeologisch onderzoek nog de resten van het kasteel teruggevonden, inclusief middeleeuwse overblijfselen van potten en drinkgerei. Op de voormalige kasteellocatie zijn vervolgens winkels en woningen gebouwd.

## Beschrijving
Het kasteel stond op een ronde, kunstmatige heuvel, omgeven door dubbele grachten. Van het middeleeuwse bouwwerk zijn overigens geen afbeeldingen bekend.
Rond 1641 is het oude kasteel vervangen door nieuwbouw. Uit 18e-eeuwse tekeningen blijkt dat dit kasteel uit twee beuken bestond die tegen elkaar waren gebouwd en elk een eigen dak hadden. De voorste beuk had aan de linkerzijde een vierkante toren met schilddak. Het kasteel kende twee bouwlagen. Aan de achterzijde stond een losstaande duiventoren.
Op het voorhof stonden onder andere stallingen, een koetshuis, bakhuizen en een oranjerie. Ook was er een tabaksschuur.

## Trivia
Het veerrecht op de Waal bij Bemmel behoorde toe aan het kasteel Pollenbering.
Aalst · Aardenburg · Acquoy · Aerdt · Agistaldaburg · Ahof · Aldenhaag · Aller · Ambe · Ammersoyen · Ampsen · Andelst · Angeroyen · Appelburg · Appelse walburg · Appeltern · Arler · Baak · Babberich · Baer · Baerle · Bakerbosch · Balgoij · Barlham · Batenburg · Beek · Beerenclaauw · Bemmel · Bevervoorde · Bergh · Biljoen · Bingerden · Blankenborg (Laren) · Blankenborg · Blauwe Huis · Blokhuis (Ravenswaaij) · Boelenham · Boetselaersborg · Borculo · Boswaai · Brakel · Den Brakel · Den Bramel · Bredevoort · Broekhuizen · Bronkhorst · Bruchem · Bruinhorst · Brunsberg · Bulkestein · Bunswaard · Burcht van Tiel · Buren · De Buurse · Byland · Byvanck · Caetshage · Camphuysen · De Cannenburch · de Cloese · Coldenhove · Culemborg · Dedinckweerd · Delwijnen · Didam · Diepenbroek · Hof te Dieren · Huis Dijck · Dikke Tinne · Doddendaal · Dodewaard · Doornenburg · Doornik · Doorwerth · Dooyenburg · Dorth · Doseburg · Drakenburg · Dreumel · Druten · Duivelshuis · Eerbeek · De Ehze · Elburg · Eldrik · Emmerik · Engelenburg · Groot Engelenburg · Engelrode · Enghuizen · Enspijk · De Essenburgh · Essenpas · Est · Fokkinck · Gameren · Geerestein · Geldermalsen · De Gelderse Toren · Geldersweerd · Gellicum · Gendt · Gennepestein · Glindhorst · Goudenstein · ‘s-Grevenhoef · Groot Hell · Groenlo · Groesbeek · Huis te Groesbeek · Grunsfoort · Gulden Spijker · Hackfort · Hackforts Veenhuis · Hagen · Hagevoort · Hamerden · Hanepol · Harreveld · Harslo · Hassink · Het Haveke · Hedel · Heeckeren · De Heegh · Hees · De Heest · Hellouw · Hemmen · Hernen · Motte van Hernen · Heumen · Heusden · Hoekelum · Hoekenburg · De Hoeve · De Hof · Hof d'Ooy · Hof van Arkel · Huis het Holt · Holthuis · Het Holtslag · Ter Horst · Houberg · St. Hubertus · Huissen · Hulhuizen · Hulkestein · Hulsen · Hunneschans bij De Duno · Hunneschans bij Uddel · Jonker Bloo · 't Joppe · De Kamp · Karssenberg · Kemnade · Keppel · Kermestein · Kernhem · Kervel · Kiefskamp · De Kinkelenburg · Klein Enghuizen · Kleverburg · Kortenhoeve · Laag Helbergen · Lakenburg · Landfort · Langen · Latenstein · De Lathmer · Lathum · Ter Lede · Leegpoel · Leemcuyl · Leeuwen · Leeuwenbergh · Lensenburg · Lent · Leur · Leuvenum · Leyenburg · Lichtenvoorde · Lievenstein · Loenen · Loevestein · Loil · Loowaard · Luynhorst · Hof te Maasbommel · Magerhorst · Malburgen · Malderburcht · Malsen · Manhorst · Marhulsen · De Marsch · Marveld · Mathena · Maurik · Medel · Medestein · 't Medler · Meinerswijk · De Mellard · Mensink · Mergelp · Meteren · 't Meyerink · Middachten · Millingen · Mussenberg · Nagelhorst · Nederhagen · Nederhemert · Neerijnen · Huis Neerijnen · De Nesch · Nettelhorst · Nieuwe Blokhuis ·  Nijburg · Nijenbeek · Old Putten · Notenstein · Nye Huis · Olde Spijker · Oldenaller · Oldenhof (Driel) · Oldenhof (Heteren) · De Ooij · Oolde · Oud Oolde · Oosterhout · Ophemert · Opijnen · Oud Ampsen · Oude Blokhuis · Het Oude Loo · Oude Voorst · Oudenborch · Oud-Wisch · Huis te Overasselt · Overeng · Overhagen · Overlaar · 't Oye · Palmestein · De Parck · Persingen · Plekenpol · Ploen · Pluimenburg · Poederoijen · Poelwijck · Poelwijk · De Pol (Dreumel) · Huis de Poll (Huis te Gietelo) · De Poll (Huissen) · Pollenbering · Pollenstein · Puttenstein · Het Raasink · Ravenhorst · De Rees · Ressen · Reuversweerd · Reygersfoort · Rhijnestein · Huis Rijswijk · Rode Toren · Roode Wald · Rosande · Rosendael · Rossum · Rumpt · Ruurlo · Rijsselt · Schadewijk · Schaffelaar · Scherpenzeel · Schoonbroek · Schoonderbeek · Schoonenburg · Schuilenburg · Schuilkerke · Hof te Seelbeek · Sevenaer I · Sevenaer II · Sinderen (Oude IJsselstreek) · Sinderen (Voorst) · Slangenburg · Sleeburg · Slimsijp · De Snor · Soelen · Spaansweerd · Spaldorp · Spijk · Staverden · Sterkenburg · Swanepol · Tarthorst · Teisterbant (Kerk-Avezaath) · Teisterbant (Kerkdriel) · Ter Dicke · Tolhuis · Tolhuis (Tiel) · Tollenburg · Tongerlo · Toren van Wely · Tuil · Ubbergen · Uilenburg (Ewijk) · Uilenburg (Heteren) · Ulenpas · Ulft · Upladen · Valburg · Valkhofburcht · Valkhofpalts · Vanenburg · Varik · Hof te Varsseveld · 't Velde · Velhorst · Verwolde · Vierakker · De Voorst · Voorstonden · Vorden · Vosbergen · Vredenburg · Vredestein (Driel) · Vredestein (Ravenswaaij) · Vuren · Waardenburg · Waddestein · Wadenoijen · Waede · Wageningen · Walfort · 't Waliën · De Wardt · Watergoor · Watermeerwijk · Wayenstein (Huis te Herwijnen) · Well (Huis van Malsen) · Weijenrade · Westenburg · Westerholt · Weurt · De Wiersse · Wijenburg (Echteld) · De Wildenborch · De Wildt · Wilp · Wilperhorst · Winssen · Wisch · Wychen · Wolfswaard · Woolbeek · Yrst · IJzendoorn · Zeeland · Zilveren Spijker · Zuilichem · Zwaluwenburg · Zwanenburg (Heerde) · Zwanenburg (Megchelen)